# Svedruža
Svedruža is een plaats in de gemeente Petrovsko in de Kroatische provincie Krapina-Zagorje. De plaats telt 444 inwoners (2001).